# Gerard Gatell i Valls
Gerard Gatell i Valls (Torredembarra, 6 de setembre de 1940 - Torredembarra, 23 de maig de 1989) fou un futbolista català de la dècada de 1960 i posteriorment entrenador de futbol.

## Trajectòria
Es formà al Gimnàstic La Salle, filial del Nàstic de Tarragona, d'on passà a l'Espanyol Amateur, el qual el cedí durant una temporada al CE L'Hospitalet, club amb el qual fou declarat millor defensa a Tercera Divisió de la temporada 1961-62. L'any 1962 ingressà al primer equip del RCD Espanyol, quan el club jugava a Segona Divisió. Gatell fou titular de l'equip, assolint l'ascens a Primera de la mà d'Heriberto Herrera. La següent temporada a l'equip no va tenir tant protagonisme. Inicialment, Pedro Areso li donà confiança, però posteriorment el tàndem Ladislau Kubala-Pere Solé no hi va comptar. En total disputà 29 partits de lliga i un de copa amb el conjunt periquito. En aquesta segona temporada coincidí a l'equip amb un altre jugador de Torredembarra, Joan Maria Mercadé.
La temporada següent abandonà l'equip i fitxà pel Llevant UE, on jugà dues temporades (una a Primera i una a Segona) a molt alt nivell, arribant a ser convocat per jugar amb la selecció espanyola B. Més tard defensà els colors del Deportivo de La Coruña, on també jugà una temporada a Primera i una a Segona divisió. El 1968 fitxà pel Reial Valladolid, club amb el qual jugà dues temporades a Segona. Acabà la seva etapa com a futbolista al CE Europa.
Es retirà als 32 anys, iniciant a continuació una etapa com a entrenador. Dirigí a clubs com el CE Europa, Orihuela Deportiva, UE Maó, Balompédica Linense, Yeclano Deportivo, Girona FC i Vinaròs CF. Va morir als 48 anys víctima d'un infart.